# وارد هورتون
وارد هورتون (بالإنجليزية: Ward Horton)‏ مواليد 14 يناير 1976 في موريستاون، هو ممثل أمريكي بدأ مسيرته الفنية سنة 2000.

## الأعمال
- 13 أصبحت 30 (2004)
- ذئب وول ستريت (2013)
- أنابيل (2014)
- آنابيل: التكوين (2017)

## روابط خارجية
- وارد هورتون على موقع IMDb (الإنجليزية)
- وارد هورتون على موقع ألو سيني (الفرنسية)
- وارد هورتون على موقع أول موفي (الإنجليزية)
- وارد هورتون على موقع قاعدة بيانات برودواي على الإنترنت (الإنجليزية)
- وارد هورتون على موقع قاعدة بيانات الفيلم (الإنجليزية)
- وارد هورتون على موقع كينوبويسك (الروسية)